# Jornal da Universidade
O Jornal da Universidade (JU), também conhecido como Jornal da UFRGS, criado em 1997 em Porto Alegre, Rio Grande do Sul, é o veículo de comunicação pública oficial da Universidade Federal do Rio Grande do Sul (UFRGS), uma das principais universidades federais do Brasil.
Ele serve como um veículo de comunicação para a comunidade acadêmica e para a população geral, abordando temas relacionados às atividades acadêmicas, científicas, culturais e administrativas da universidade. O jornal inclui notícias, artigos, entrevistas, e reportagens sobre pesquisas, eventos, e projetos desenvolvidos na instituição. É uma importante fonte de informação sobre as iniciativas e conquistas da UFRGS.

## História
Desde sua primeira edição em setembro de 1997, o JU adotou um estilo irreverente e crítico, especialmente através das charges. Edgar Vasquez ilustrou a capa inaugural abordando os desafios da universidade pública. A seção de cultura frequentemente apresentava charges de artistas como Ricardo Machado e Santiago. Aníbal Bendati, chargista e diagramador da Grafistas Associados do Rio Grande do Sul (GRAFAR), estabeleceu a seção de charges na página dois a partir de novembro de 1998, onde chargistas como Kayser, Juska, Moa e Santiago contribuíram. As charges não se limitaram à página dois, sendo frequentemente utilizadas para ilustrar reportagens, como a sobre os malefícios do cigarro em novembro de 1997, ilustrada por Bendati.
O JU sempre destacou manifestações culturais e artísticas. Em novembro de 1999, houve um encarte especial do concurso literário "Os Doutos Anônimos na Causa do Saber", vencido por Rosangela de Mello. Juarez Fonseca, crítico musical, desde o início reservou ao menos duas páginas para discussões sobre dramaturgia, artes visuais, literatura e música. O jornal promoveu artistas locais como o regente Antônio Carlos Borges-Cunha e eventos culturais como a Bienal do Mercosul e a Feira do Livro.
O JU também foi um espaço para debates e temas polêmicos, especialmente durante o governo Fernando Henrique Cardoso, abordando a defesa da universidade pública e o modelo de autonomia. Em julho de 2007, celebrou sua 100ª edição com a aprovação das cotas raciais na UFRGS, marcando um momento significativo na história do jornal. Em 12 de maio de 2022, completou 100 edições on-line.

## Prêmios
| Prêmio                                              | Ano  | Categoria                                              | Juri                                                       | Resultado                                                                                               | Refs                 |
| --------------------------------------------------- | ---- | ------------------------------------------------------ | ---------------------------------------------------------- | --- | -------------------- |
| I Prêmio Nacional de Jornalismo do Poder Judiciário | 2024 | Jornalismo Escrito                                     | Ministros, juristas e profissionais da imprensa            | 3º lugar                                                                                                | [ 8 ]                |
| Ranking dos +Premiados da Imprensa Brasileira 2023  | 2023 | Internet                                               | Jornalistas & Cia                                          | 8º lugar (Região Sul) 32º lugar (Nacional)                                                              | [ 9 ]                |
| Ranking dos +Premiados Jornalistas do ano 2023      | 2023 | Jornalista do ano                                      | Portal dos Jornalistas                                     | 3º lugar (Região Sul) 14º lugar (Nacional)                                                              | [ 10 ]               |
| 65º Prêmio ARI/Banrisul de Jornalismo               | 2023 | Reportagem Cultural Reportagem em Texto Universitário  | Associação Riograndense de Imprensa                        | 1º lugar na Reportagem Cultural 2º lugar na Reportagem em Texto Universidário 3º lugar (Menção honrosa) | [ 11 ] [ 12 ] [ 13 ] |
| Prêmio Sema-Fepam de Jornalismo Ambiental           | 2023 | Webjornalismo Jornalismo univerisário                  | Secretaria do meio ambiente do estado do Rio Grande do Sul | 1º lugar em Jornalismo Universitário 2º lugar em Webjornalismo 3º lugar em Jornalismo Universitário     | [ 14 ]               |
| Prêmio AMRIGS de Jornalismo                         | 2023 | Mídia on-line                                          | Associação Médica do Rio Grande do Sul                     | 1º lugar                                                                                                | [ 15 ]               |
| 64º Prêmio ARI/Banrisul de Jornalismo               | 2022 | Reportagem Econômica Jornalismo Universitário Impresso | Associação Riograndense de Imprensa                        | 3º lugar na Reportagem Econômica 4º lugar (Menção honrosa)                                              | [ 16 ]               |
| 8º Prêmio ADPERGS de Jornalismo                     | 2021 | Universitário                                          | Associação das Defensoras e dos Defensores Públicos        | 1º lugar                                                                                                | [ 17 ]               |
| 38º Prêmio Direitos Humanos de Jornalismo           | 2021 | Acadêmico                                              | Movimento de Justiça e Direitos Humanos (MJDH)             | 1º lugar                                                                                                | [ 18 ]               |
| 62º Prêmio ARI/Banrisul de Jornalismo               | 2020 | Jornalismo Impresso                                    | Associação Riograndense de Imprensa                        | 1º lugar em Jornalismo Impresso 3º lugar (Menção honrosa)                                               | [ 19 ]               |
| 7º Prêmio ADPERGS de Jornalismo                     | 2019 | Internet e mídias sociais                              | Associação das Defensoras e dos Defensores Públicos        | 3º lugar                                                                                                | [ 20 ]               |
| 61º Prêmio ARI/Banrisul de Jornalismo               | 2019 | Reportagem Impressa                                    | Associação Riograndense de Imprensa                        | 2º lugar                                                                                                | [ 21 ]               |